# 張小娘子
張小娘子，名不詳（？—？年），北宋仁宗時的民間女醫師。與西漢義姁、晉朝鮑姑、明朝談允賢同被稱為中國古代四位女名醫。

## 生平
- 年輕時，有位雲遊的郎中路過家門。見她聰明賢慧，便將制膏與開刀等外科秘方傳授給，還贈她一部秘而不傳的醫書[1]。後經她不斷實踐醫理，終於成了一位精通外科的女醫生。
- 北宋嘉祐年間(1056年)，朝廷後宮妃子，經過張女醫的神秘養顏秘方調養，變得花容神秀，膚如凝脂，皇帝以張氏年過三十，貌如十八，因稱為女醫聖，賜名「張小娘子」。[2]

## 評價
其神奇醫術或傳為山中仙人所習授，並受贈《癰疽異方》。其貌美心慧、精通百草、扶危救弱聲名遠播朝野，為中國古代四大女醫師之一。

## 詩贊
- 張小娘子（景寔）

白髮醫家技未凋，女青聰慧路迢迢。

導方猶似心惜錄，奇效外科沐風濤。